# 푸드나무
푸드나무(FoodNamoo)는 식품, 건강 관련 콘텐츠, 플랫폼 등을 운영하는 대한민국 기업이다. 2013년 설립된 푸드나무는 닭가슴살 전문 온라인 플랫폼 ‘랭킹닭컴’을 중점으로 운영하며 지난 2018년 10월 코스닥 시장에 상장하였다. 2020년, 랭킹닭컴은 배우 차승원으로 모델로 선정하여 PPL, 버스 광고, 옥외 광고 등을 진행하고 있다. 2020년 5월에는 TvN <삼시세끼 어촌편5>, 7월에는 TvN <나홀로 이식당>의 메인 스폰서 기업으로 참여했다. 또한 2020년 6월 11일 '홈앤쇼핑' 방송을 시작으로 홈쇼핑 업계에도 진출하고 있다. 홈쇼핑 방영 브랜드이자 랭킹닭컴의 대표적인 자체 브랜드 ‘맛있닭’은 2020년 8월 기준, 누적 판매 1억 팩을 돌파했다. 이 외에도 국내 최대 보디빌딩 & 피트니스 전문 미디어 개근질닷컴, 레시피 채널 닭쿡 등을 운영 중이며 최근에는 개근질마트, 피키다이어트 등 다양한 스토어를 추가로 운영하며 영역을 확장하고 있다.

## 역사
보디빌딩 선수 및 헬스 트레이너 출신인 김영문 대표가 2011년에 닭가슴살 전문 인터넷 플랫폼인 '랭킹닭컴'을 시작하였고 2013년 푸드나무를 설립하였다.

## 재무
온힐파트너스가 회사 주식 600만 주(지분율 42.86%)를 90억 원에 인수하고 경영 정상화에 나서 264억 원 규모의 유상 증자를 추진 중에 있다

## 논란
경영 실패로 회사에 전년 동기 대비 150% 가량 적자가 늘고 직원 1인 평균 급여액이 1년만에 12% 감소하였는데도 대표와 부대표의 연봉은 40% 이상 증가하여 총 10억 원에 달해 논란이 일고 있다

## 같이 보기
- 윙입푸드